# Asche zu Asche (Lied)
Asche zu Asche ist ein Lied der deutschen Neue-Deutsche-Härte-Band Rammstein. Es wurde von Rammstein geschrieben und von Jacob Hellner sowie Carl-Michael Herlöffson produziert. Der Song erschien ursprünglich am 24. September 1995 auf ihrem ersten Studioalbum Herzeleid. Am 30. August 1999 wurde Asche zu Asche als Promo-Single veröffentlicht, um das zeitgleich erschienene Livealbum Live aus Berlin zu bewerben. Zudem wurde das Lied am 15. Januar 2001 ausschließlich in Australien als Single zur zugehörigen Rammstein-Tour ausgekoppelt.

## Inhalt

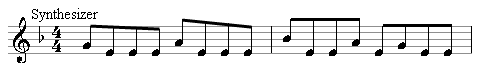
Synthesizerfigur aus Asche zu Asche

Musikalisch wird bei Asche zu Asche Metal mit elektronischer Musik und Klangeffekten vermischt. So sind im Song durchgehend harte Gitarrenriffs enthalten, die mit einem durch lang ausgehaltene Grundtöne (H – A – G) unterlegten Synthesizer-Pattern wechseln.
Der Songtext ist aus der Ich-Perspektive geschrieben und spielt auf die Kreuzigung Jesu an:

„Auf dem Kreuze lieg’ ich jetzt

Sie schlagen mir die Nägel ein

Das Feuer wäscht die Seele rein

Und übrig bleibt ein Mundvoll Asche“

Aufgrund seiner unrechtmäßigen Verurteilung schwört der Protagonist Rache:

„Heimlich werd’ ich aufersteh’n

Und du wirst um Gnade fleh’n

Dann knie’ ich mich in dein Gesicht

Und steck’ den Finger in die Asche“

## Video
Zu Asche zu Asche wurde ein Live-Video veröffentlicht, das der DVD-Version des Albums Live aus Berlin entnommen wurde. Es wurde im August 1998 beim Konzert auf der Berliner Parkbühne Wuhlheide aufgenommen.

## Single

### Covergestaltung
Das Singlecover zeigt einen brennenden Mikrofonständer. Links oben im Bild befinden sich die weißen Schriftzüge Rammstein und Asche zu Asche. Der Hintergrund ist in roten Rauch gehüllt. Auf dem Cover der australischen Version befindet sich unter dem Asche zu Asche-Schriftzug der Text Australian Tour EP feat. 5 Bonus Live Tracks.

### Titelliste
Australische Version von 2001
1. Asche zu Asche – 3:51
2. Spiel mit mir (Live) – 5:22
3. Laichzeit (Live) – 5:14
4. Wollt ihr das Bett in Flammen sehen? (Live) – 5:52
5. Engel (Live) – 5:57
6. Asche zu Asche (Live) – 3:24

- Die Promo-Single von 1999 erschien als 2-Track-CD, nur mit den Songs Asche zu Asche (Live) und Asche zu Asche.

### Chartplatzierungen
Asche zu Asche stieg am 22. Januar 2001 für eine Woche auf Platz 94 in die australischen Singlecharts ein.